# Akalyptoischion quadrifoveolata
Akalyptoischion quadrifoveolata is een keversoort uit de familie Akalyptoischiidae. De wetenschappelijke naam van de soort is voor het eerst geldig gepubliceerd als Cartodere quadrifoveolata in 1899 door Henry Clinton Fall.